# Brienner Straße
Die Brienner Straße [briˈɛnɐ] befindet sich in der Altstadt und der Maxvorstadt von München. Sie ist nach dem Ort der Schlacht bei Brienne benannt und neben der Ludwigstraße, der Maximilianstraße und der Prinzregentenstraße eine der vier städtebaulich bedeutenden Prachtstraßen der Landeshauptstadt von Bayern.

## Beschreibung

Blick am Hofgartentor über die Ludwigstraße, die Residenzstraße, Theatinerstraße mit Theatinerkirche, zur Brienner Straße mit dem Palais Moy auf Hausnummer 1

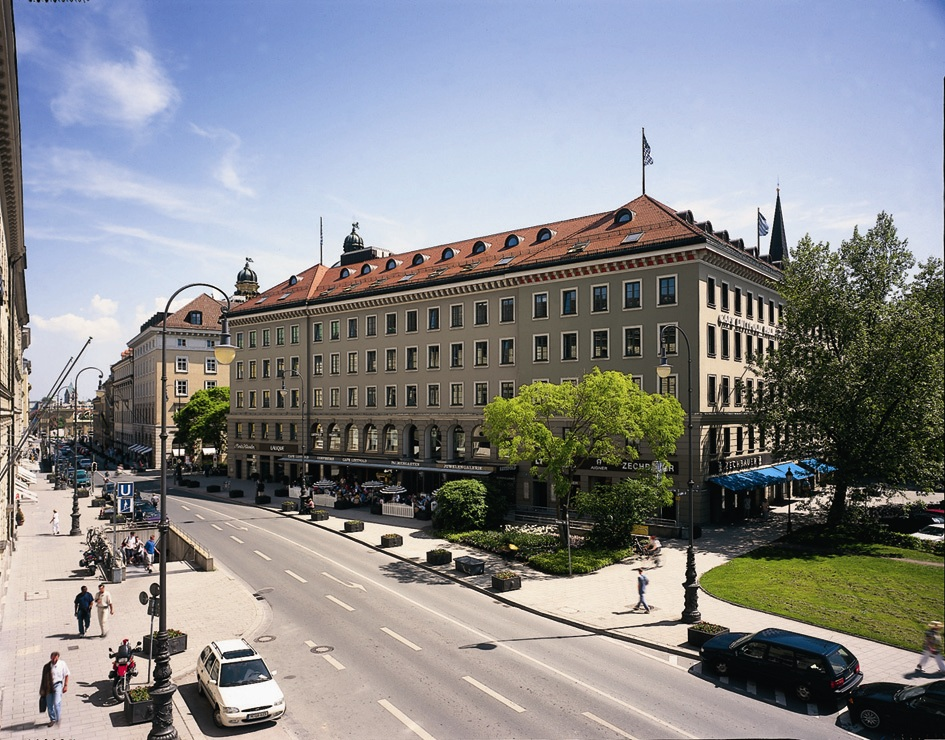
Café Luitpold

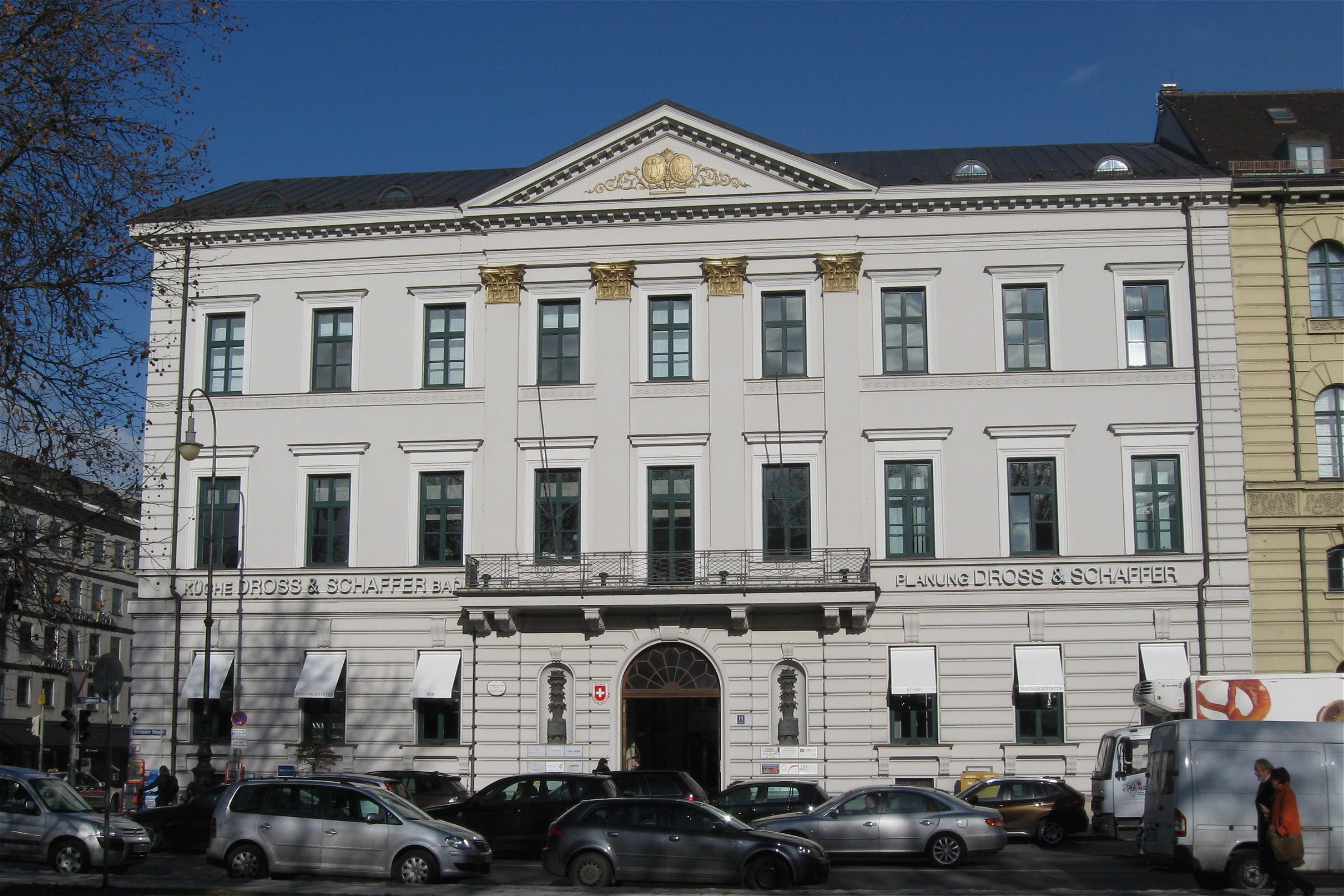
Palais Almeida

### Verlauf
Die Brienner Straße beginnt an der Ludwigstraße südlich des Odeonsplatzes und durchzieht die Maxvorstadt in westlicher Richtung. Dabei wird sie zuerst durch den Wittelsbacherplatz, dann durch die Kreuzung mit dem Altstadtring, den Karolinenplatz und schließlich den Königsplatz gegliedert, bis sie in den Stiglmaierplatz mündet. Ihre Verlängerung ist die Nymphenburger Straße.

### Geschichte
Die Brienner Straße existierte vor ihrem Bau schon als Wittelsbachischer Fürstenweg von der Residenz zum Schloss Nymphenburg. Unter König Max I. Joseph wurde eine nördliche Vorstadt projektiert, die seit 1812 Maxvorstadt genannt wird. Karl von Fischer und Friedrich Ludwig Sckell bauten den ehemaligen Fürstenweg zur Pracht- und Hauptstraße aus. Ausgangspunkt war der klassizistisch gestaltete Odeonsplatz, der im Zuge des Baus der Ludwigstraße wenige Meter nach Norden versetzt wurde. Die ursprüngliche Bebauung der Brienner Straße entstand ebenfalls im Stil des Klassizismus.
Der Fürstenweg wurde am 2. März 1826 im Gedenken an die Schlacht bei Brienne in Brienner Straße umbenannt. Diese Schlacht fand am 29. Januar 1814 während der Befreiungskriege statt. Unter der Führung von Blücher kämpften russische und preußische Truppen bei Brienne-le-Château gegen Napoleon; die Bayerische Armee war an dieser Schlacht nicht beteiligt. Auch umgebende Straßen erinnern an die Befreiungskriege: Am Karolinenplatz kreuzt die Barer Straße die Brienner Straße, benannt nach der Schlacht von Bar-sur-Aube vom 27. Februar 1814. Am östlichen Ende des Königsplatzes mündet die Arcisstraße von Norden in die Brienner Straße, benannt nach der Schlacht von Arcis-sur-Aube vom 20. März 1814. Auf dem Schnittpunkt zwischen Brienner und Barer Straße steht der Obelisk am Karolinenplatz, der an die bayerischen Gefallenen des Russlandfeldzuges Napoléons 1812 erinnert, bei dem Bayern noch auf der Seite Frankreichs gekämpft hatte.
Karl von Fischer versuchte den starren Rasterplan der Maxvorstadt durch Plätze aufzubrechen, die er an Stellen projektierte, an denen quer einfallende Straßen auf den Fürstenweg zuliefen. Vor allem durch Erweiterungen der Brienner Straße selbst wurden diese Plätze geplant. Dadurch entstand eine freie Rhythmisierung der Prachtstraße. Allein der Karolinenplatz bricht hier aus: Er wurde – als erster Platz in München überhaupt – als Strahlenplatz konzipiert. Ebenso wurde an der Stelle, an der der Maximiliansplatz auf die Brienner Straße stieß, ein rechteckiger Platz angelegt. Hier erforderte der Verlauf der Stadtbefestigung bzw. des Stadtgrabens einen kleinen Knick der Brienner Straße. Unter Ludwig I. wurde die Brienner Straße weiter ausgebaut und vollendet. Dabei setzte Ludwig I. seine Vorstellungen eines „Isar-Athens“ vor allem am Königsplatz um. Auch seine Vorstellungen von Wohnen und Leben in Verbindung mit Wissenschaft und Natur wurden umgesetzt.
In der NS-Zeit erfuhren die Brienner Straße und die Plätze an ihr entscheidende Veränderungen. Die Straße spielte nun ebenso wie der Königsplatz eine zentrale Rolle in der architektonischen Manifestation der Hauptstadt der Bewegung. Der Ausbau des Braunen Hauses, die Umgestaltung des Königsplatzes und vieles mehr nahmen der Brienner Straße ihren ursprünglichen Charakter. Nach schweren Zerstörungen durch die Luftangriffe auf München im Zweiten Weltkrieg änderte sich vor allem ihr Erscheinungsbild im Westen zwischen Königsplatz und Stiglmaierplatz und die prunkvollen Gebäude des späten 19. Jahrhunderts in diesem Abschnitt gingen vollständig verloren. Aber auch im Osten der Straße überlebten zahlreiche Adelspalais namhafter Architekten, wie beispielsweise das Palais Asbeck (Palais Lotzbeck) oder das Palais Oettingen-Wallerstein den Krieg und den anschließenden Wiederaufbau nicht. Nach 1945 wurde zudem durch den Ausbau des Oskar-von-Miller-Rings als Teil des Altstadtrings sowie die Anlage des Platzes der Opfer des Nationalsozialismus oben erwähnter rechteckiger Platz aufgegeben. Die Querung des Altstadtrings reißt die Brienner Straße vollkommen auseinander.
Der Platz der Opfer des Nationalsozialismus liegt gegenüber dem zerstörten Wittelsbacher Palais, in dem sich 1918 der Sitz der Münchner Räterepublik und 1933 die Zentrale der Geheimen Staatspolizei befunden hatte (heute das Gelände der Bayerischen Landesbank). Seit Mitte der 1980er Jahre erinnert das Denkmal für die Opfer der NS-Gewaltherrschaft, eine von Andreas Sobeck gestaltete Basaltsäule mit einer immer brennenden Flamme hinter einem Stahlgitter, an die Verbrechen, die während des NS-Regimes verübt wurden. Der Platz wurde von 2012 bis Januar 2014 umgebaut und optisch ansprechender gestaltet.
Auf Initiative von Tina Schmitz, der Eigentümerin des Luitpoldblocks, gründeten im Jahr 2007 Grundeigentümer und Geschäftsleute rund um die Brienner Straße den Brienner Quartier e. V. als Verein zur gemeinsamen Förderung des Standort-Marketings. Der Verein bezeichnet das Areal entlang der Brienner Straße, eingegrenzt von Odeonsplatz und Platz der Opfer des Nationalsozialismus, sowie von Altstadt und Maxvorstadt als Brienner Quartier.
Bis 2014 befand sich in der Brienner Straße 25 die Kunsthandlung Julius Böhler (gegründet 1880), bis 2016 außerdem in der Brienner Str. 7 die Galerie Wimmer (gegründet 1825, Münchens älteste Kunstgalerie) und die Kunsthandlung Bernheimer Fine Old Masters (gegründet 1864, Schwerpunkt auf Alte Meister).

### Bauwerke
Die Brienner Straße zeigt sich noch am ehesten in ihrer ursprünglichen Gestalt zwischen Altstadtring und Karolinenplatz: Freistehende Palais mit eigener Eleganz prägen das Straßenbild. Westlich des Königsplatzes beherrscht die Architektur der 1950er Jahre das Bild.
Zu den wichtigsten Bauwerken (von Osten nach Westen) zählt zunächst das Palais Moy (Ecke Theatinerstraße, Leo von Klenze 1819), bevor die Straße vom Wittelsbacherplatz mit dem Palais Ludwig Ferdinand (Leo von Klenze 1825) und dem Palais Arco-Zinneberg (Leo von Klenze 1824) unterbrochen wird. Hier liegt südwestlich am Platz der Opfer des Nationalsozialismus der wiedererrichtete Luitpoldblock, der zunächst 1812 als erstes Gebäude außerhalb der Stadtmauer von Joseph von Utzschneider erbaut worden war (1763–1840, Brienner Straße 11).
Im nächsten Abschnitt der Straße liegen das Palais Almeida (Jean Baptiste Métivier, 1823/1824), das Palais Berchem (Brienner Str. 22, Gabriel von Seidl, 1897/1898) und das Haus Böhler (Gabriel von Seidl, 1904/1905), bevor die Straße in den Karolinenplatz mündet. Auf der Mitte des kreisrunden Platzes steht der Obelisk (Leo von Klenze, 1833), von den Bauten am Platz haben sich das ehemalige Palais Toerring-Seefeld (Karl von Fischer, 1812), heute Deutsche Akademie der Technikwissenschaften (acatech), und die Villa Hutschenreuther (1894), heute Sitz der Börse München erhalten.
Danach folgt das anstelle des kriegszerstörten Palais Barlow (Jean Baptiste Métivier, 1828; vormals Palais Lotzbeck, nachmals Braunes Haus) neu errichtete NS-Dokumentationszentrum, bevor die Straße in den Königsplatz übergeht. Hier entstanden die Glyptothek (Leo von Klenze, 1816–1830), die Staatliche Antikensammlungen (Georg Friedrich Ziebland, 1838–1845) und zuletzt die Propyläen (Leo von Klenze, 1848–1862). Dort befindet sich noch an der Kreuzung zur Luisenstraße das Lenbachhaus. Westlich des Königsplatzes bis zum Übergang zur Nymphenburger Straße am Stiglmaierplatz haben sich dagegen an der Brienner Straße keine repräsentativen Bauten der Vorkriegszeit, wie beispielsweise die Alte Schackgalerie, erhalten.

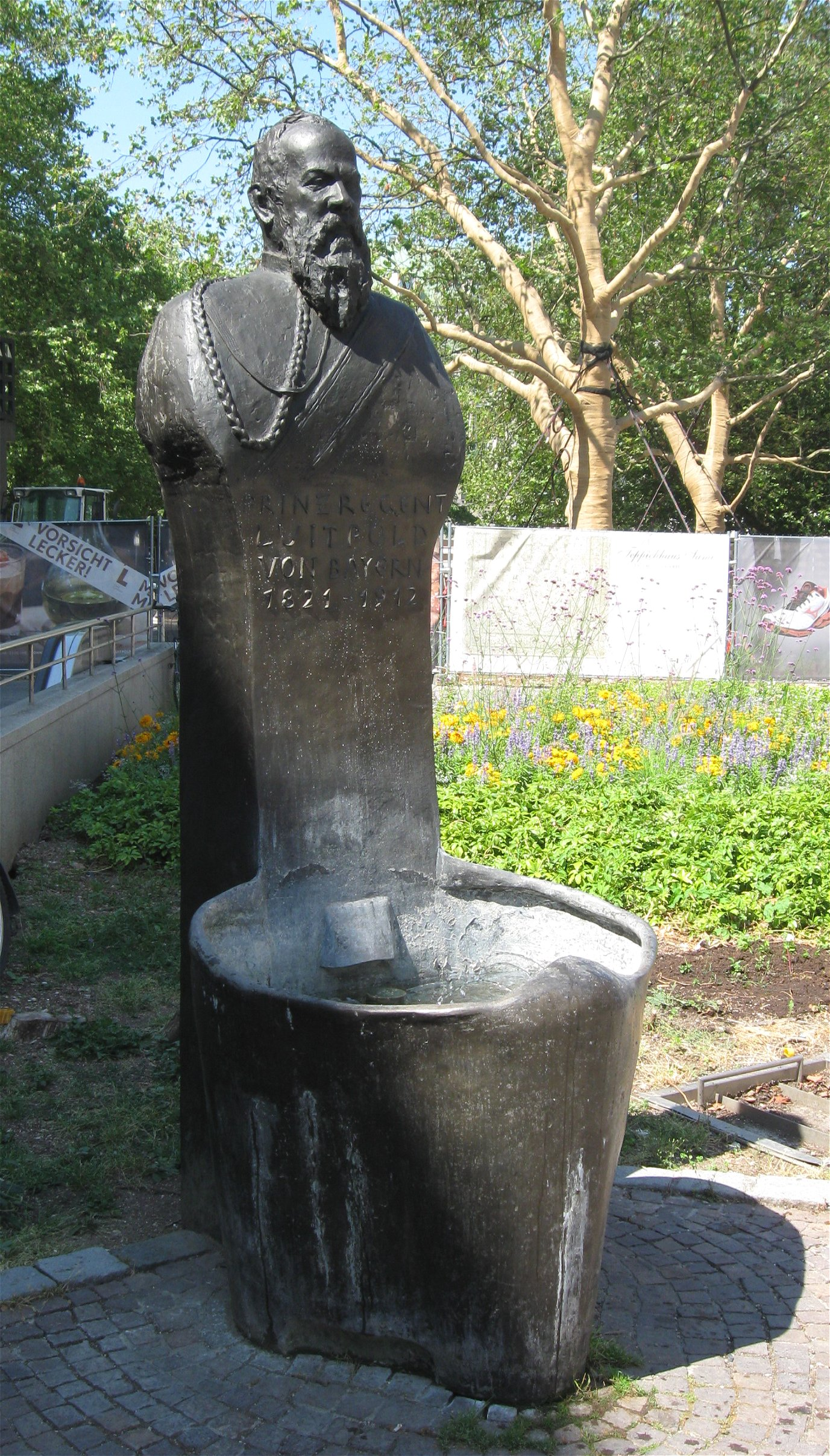
Gedenkbrunnen für Prinzregent Luitpold von Bayern
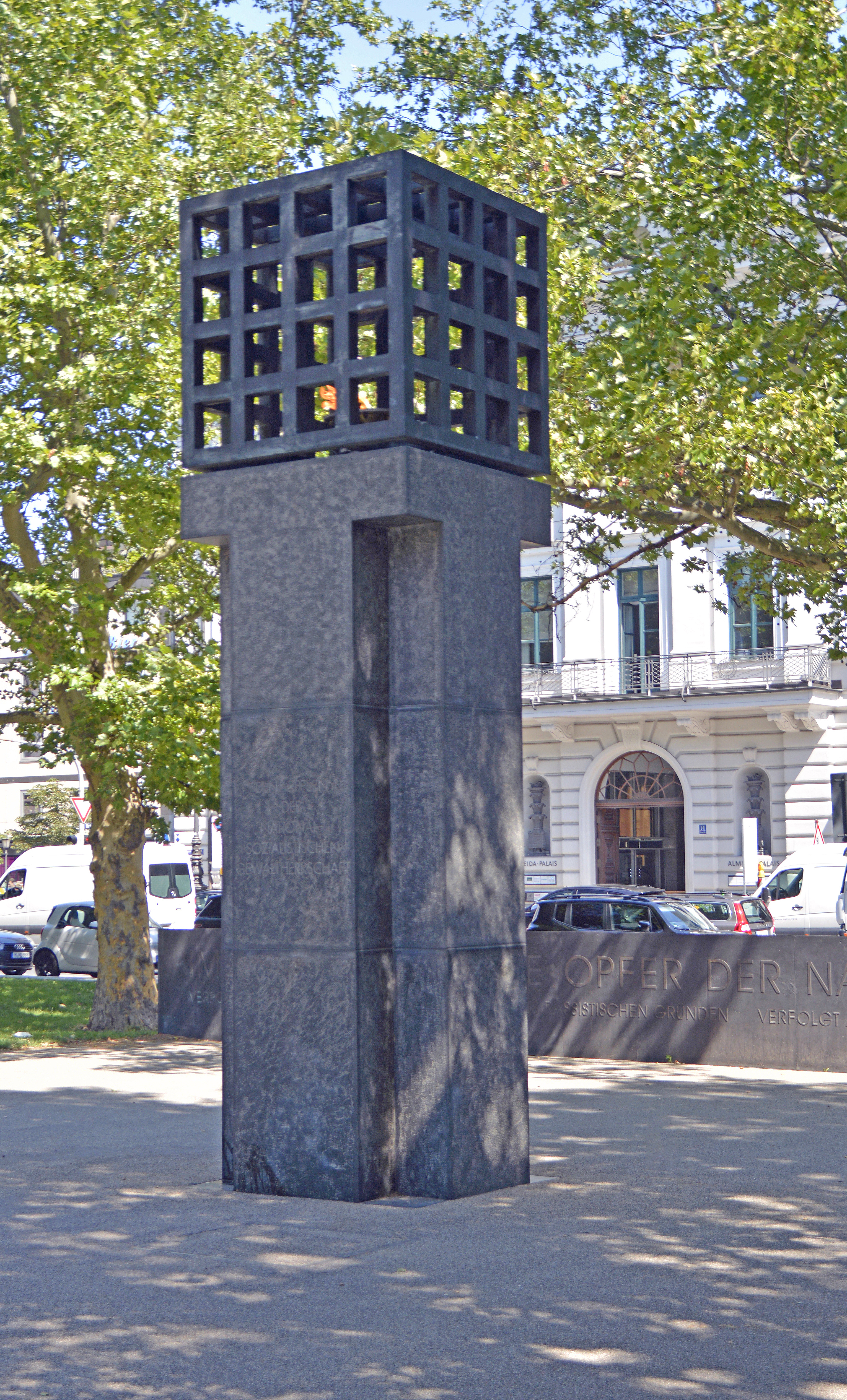
Denkmal für die Opfer des Nationalsozialismus (Ewige Flamme)
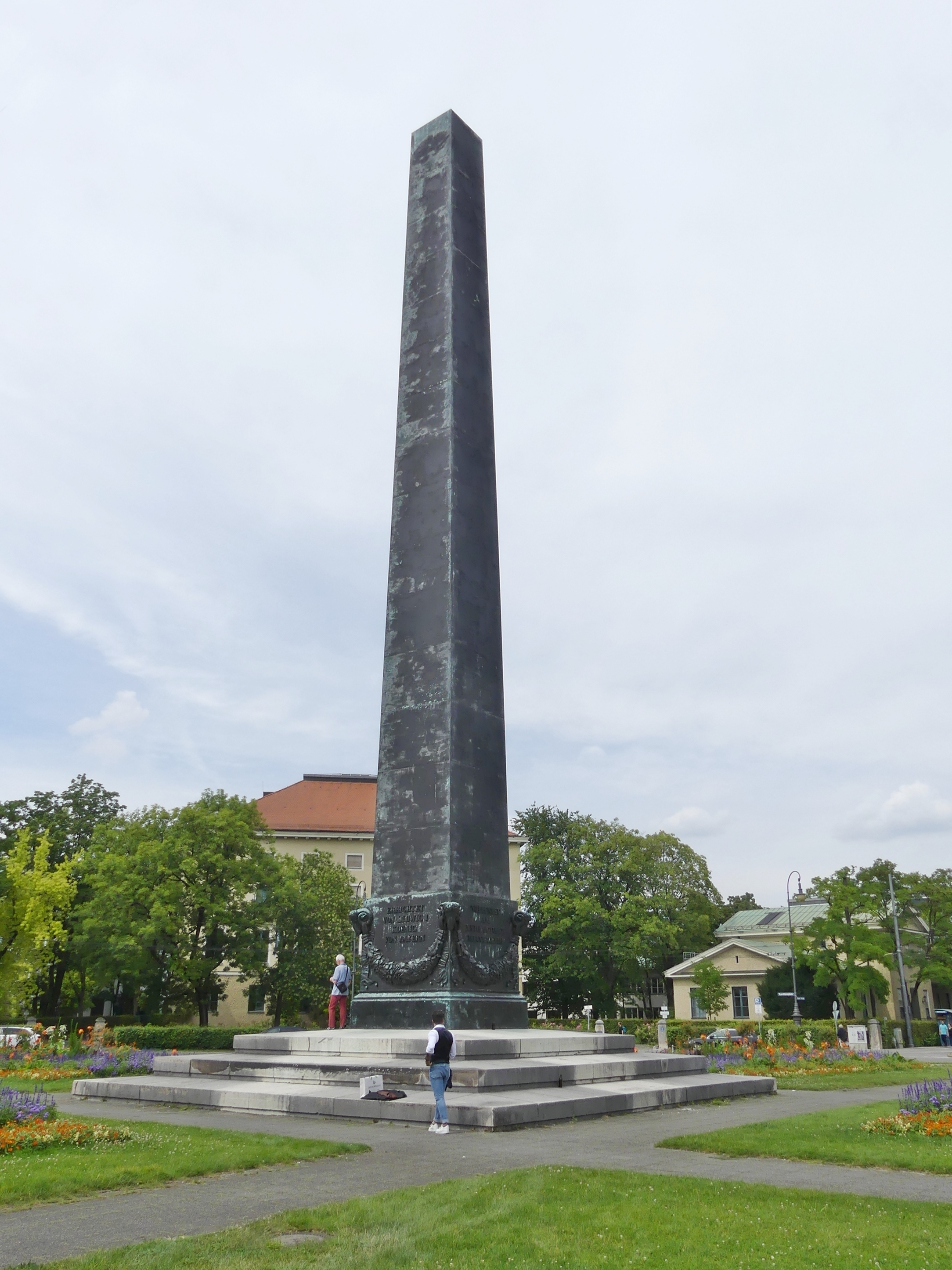
Obelisk für die Gefallenen des Russlandfeldzugs 1812

## Nutzung

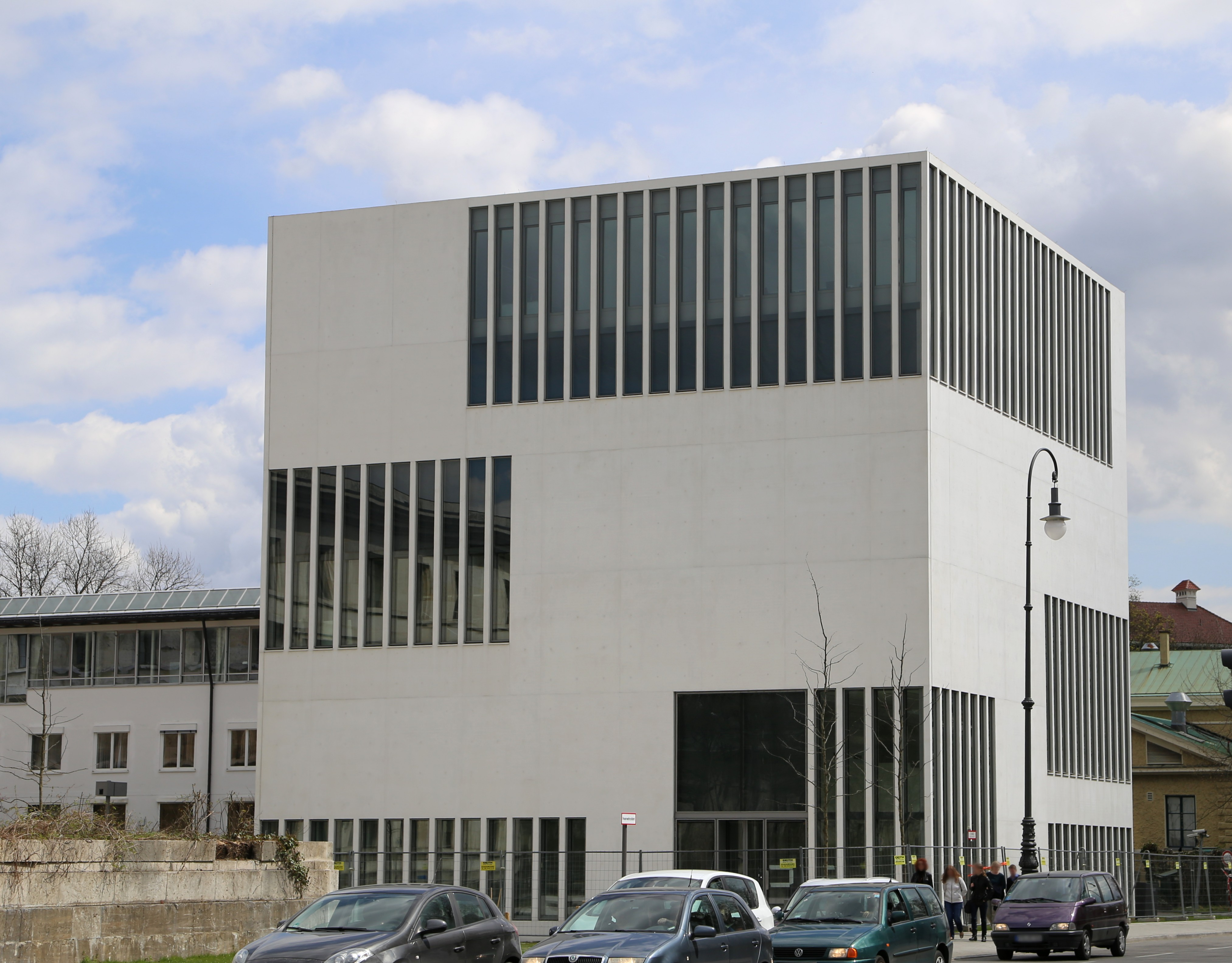
NS-Dokumentationszentrum

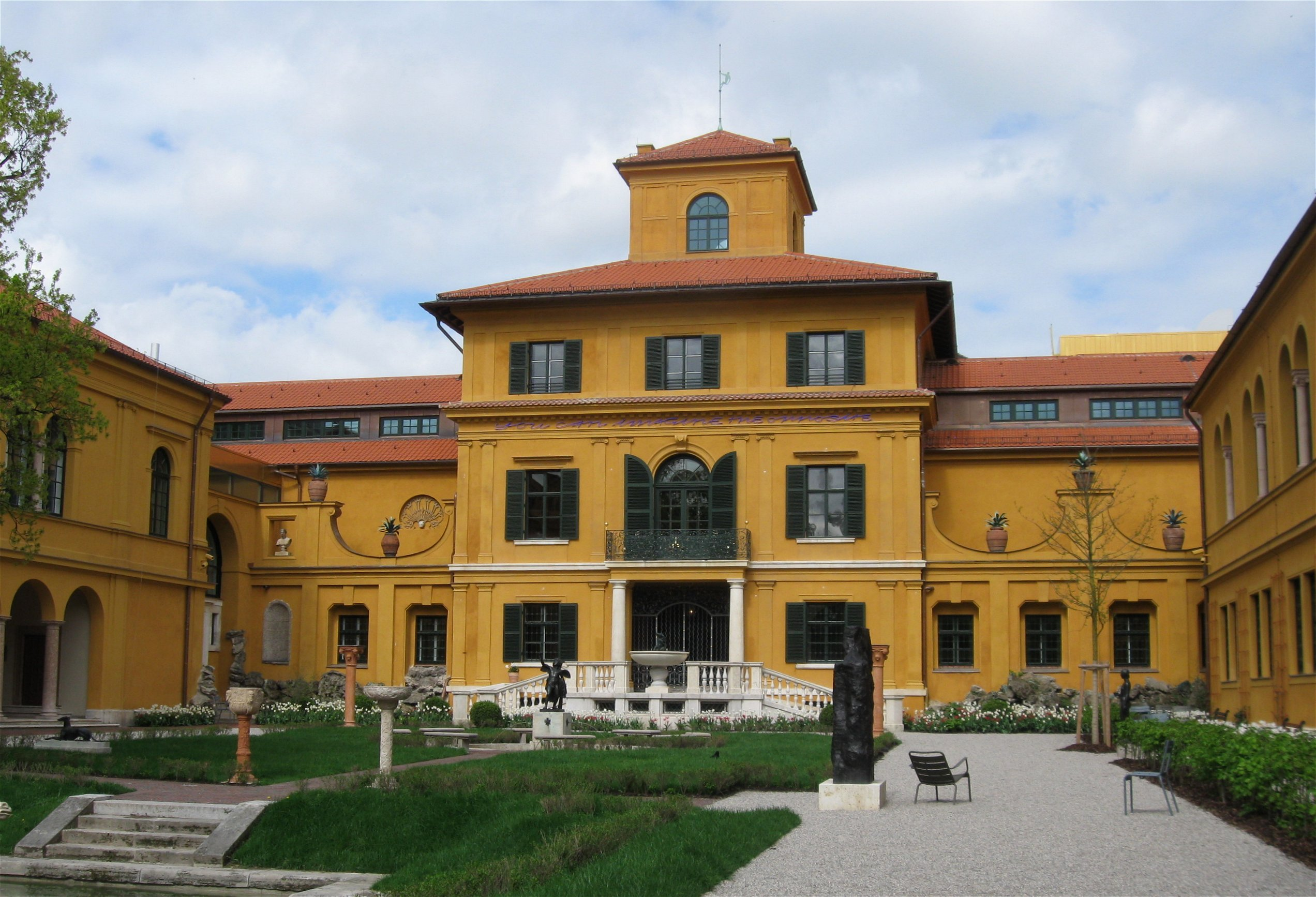
Städtische Galerie im Lenbachhaus

### Verkehr
Für den Radverkehr ist der östliche Abschnitt der Brienner Straße eine viel befahrene, wichtigste Verbindung zwischen der Ludwigstraße und dem Uni-Viertel zum westlichen Teil des Altstadt-Radlrings. Seit Anfang September 2019 ist der Abschnitt zwischen Amiraplatz und Odeonsplatz eine „unechte Einbahnstraße“, d. h., auf diesem Stück dürfen in dieser Richtung nur Linien- und Sightseeing-Busse fahren, in der Gegenrichtung ist Kfz-Verkehr erlaubt. Es wurden auf diesem Stück auf beiden Seiten Radschutzstreifen auf der Fahrbahn markiert und Parkplätze entfernt. Die Schutzstreifen mit der Einbahnstraße wurden eingerichtet, um dem steigenden Radverkehr Rechnung zu tragen und den Abschnitt sicherer zu machen. Im Hinblick auf den Stadtratsbeschluss vom 24. Juli 2019 zum Bürgerbegehren Radentscheid München und Altstadt-Radlring sowie den Radschnellweg Nord wird auch der Abschnitt der Brienner Straße zwischen Odeonsplatz und Maximiliansplatz Radentscheid konform umgebaut werden.
Zwischen Altstadtring und Königsplatz wird die Brienner Straße mit 12.000 Kfz/24h im Jahr 2019 vergleichsweise wenig befahren. Am westlichen Ende zwischen Königsplatz und Stiglmaierplatz erfüllt sie die Funktion einer Sammelstraße.
Der öffentliche Nahverkehr bedient den U-Bahnhof Odeonsplatz (U3, U4, U5, U6), den Karolinenplatz (Tramlinie 27 und 28), den U-Bahnhof Königsplatz (U2) und die Haltestelle Stiglmaierplatz (U1, U7, Tramlinien 20, 21 und 22). Der östliche Abschnitt wurde bis zur Inbetriebnahme der U-Bahn 1972 durch die Straßenbahnlinien 3 und 6 befahren.

### Einrichtungen
Alle Einrichtungen an der Brienner Straße ohne Odeonsplatz, Wittelsbacherplatz, Karolinenplatz, Königsplatz und Stiglmaierplatz; siehe jeweils dort.
- Café Luitpold
- Bayerische Landesbank
- NS-Dokumentationszentrum
- Hochschule für Musik und Theater
- Museum für Abgüsse Klassischer Bildwerke
- Zentralinstitut für Kunstgeschichte
- Städtische Galerie im Lenbachhaus, Museum und ehemaliges Wohnhaus von Franz von Lenbach
- Bayerische Staatssammlung für Paläontologie und Geologie
- Hochschule für Politik